# Simon Donaldson
Simon Kirwan Donaldson (ur. 20 sierpnia 1957 w Cambridge) – angielski matematyk, profesor Uniwersytetu Oksfordzkiego. Najbardziej zasłynął osiągnięciami w topologii różniczkowej; otrzymał za nie najwyższe nagrody matematyczne jak Medal Fieldsa (1986) i Nagroda Wolfa w dziedzinie matematyki (2020).

## Praca naukowa
Najważniejsze prace Donaldsona dotyczą czterowymiarowych rozmaitości topologicznych. Badanie te doprowadziły m.in. do stworzenia pełnej klasyfikacji czterowymiarowych rozmaitości zwartych i jednospójnych. Donaldson pokazał, że czterowymiarowe rozmaitości gładkie są zupełnie inne od rozmaitości wyżej wymiarowych. Wymiar cztery jest jedynym, w którym istnieją rozmaitości homeomorficzne z {\displaystyle \mathbb {R} ^{4},} ale niebędące dyfeomorficzne z tą przestrzenią. Donaldson odkrył tak tzw. struktury egzotyczne w czterowymiarowej przestrzeni euklidesowej. Okazało się, że egzotycznych {\displaystyle \mathbb {R} ^{4}} istnieje nieprzeliczalnie wiele.
W 1983 i 1998 wygłosił wykłady sekcyjne, a w 1986 i 2018 wykłady plenarne na Międzynarodowym Kongresie Matematyków.

## Nagrody
- 1986: Medal Fieldsa za prace o rozmaitościach różniczkowych,
- 1992: Royal Medal,
- 1994: Nagroda Crafoorda w dziedzinie matematyki,
- 2008: Nagroda Frederica Essera Nemmersa w dziedzinie matematyki,
- 2009: Nagroda Shawa w dziedzinie matematyki,
- 2020: Nagroda Wolfa w dziedzinie matematyki.